# Callulops wilhelmanus
Espèce
Synonymes
- Asterophrys pansa wilhelmana Loveridge, 1948

Statut de conservation UICN

 LC  : Préoccupation mineure
Callulops wilhelmanus est une espèce d'amphibiens de la famille des Microhylidae.

## Répartition

Aire de répartition de Callulops wilhelmanus.

Cette espèce est endémique de Papouasie-Nouvelle-Guinée. Son aire de répartition concerne les régions montagneuses des Hautes-Terres. Elle est présente entre 2 230 et 3 400 m,.

## Description
Callulops wilhelmanus mesure environ 50 mm. Son dos est gris ardoise et son ventre plus clair.

## Étymologie
Cette espèce est nommée en référence au lieu de sa découverte, le mont Wilhelm.

## Publication originale
- Loveridge, 1948 : New Guinean Reptiles and Amphibians in the Museum of Comparative Zoölogy and United States National Museum. Bulletin of the Museum of Comparative Zoology at Harvard College, vol. 101, no 2, p. 305-430 (texte intégral).